# Ichthyosporea
Die Ichthyosporea oder Mesomycetozoea sind ein Taxon einzelliger Lebewesen innerhalb der Holozoa. Sie leben häufig parasitär an Wasserlebewesen. 
Wegen ihrer phylogenetischen Stellung im Stammbaum von Tieren und Pilzen kommt ihnen in der Evolutionsbiologie eine besondere Bedeutung zu.

## Merkmale
Die einzelligen Ichthyosporea zeichnen sich morphologisch durch Zellen aus, die, wenn überhaupt, nur ein einzelnes Cilium besitzen, manche Arten haben nur länglich amöboide Gestalt. Meist sind die Cristae flach, einige Arten haben jedoch röhrenförmige Cristae.

## Lebensweise
Viele Arten leben parasitär, bsp. als Parasiten von Fischen, Krebstieren, Insekten und anderen. So sind Arten von Dermocystidium Parasiten auf der Haut oder in Kiemen von verschiedenen Fischen, Fröschne und Molchen. Psorospermium haeckeli kommt in Flusskrebsen vor. Ichthyophonus hoferi kann starkes und wirtschaftlich bedeutendes Fischsterben verursachen. Einige Arten (z. B. Sphaeroforma) leben frei schwimmend und nutzen tote organische Substanz (Debris) als Nahrung.

## Taumelkrankheit bei Fischen
Ichthyosporidium hoferi (früher Ichthyophonus hoferi) verursacht die sogenannte Taumelkrankheit, die alle Süßwasserfischarten und viele Meeresfische heimsuchen kann. Aus den mit der Nahrung aufgenommenen Dauerstadien des Pilzes werden im Fischdarm amöbenartige Plasmodien frei. Sie gelangen durch die Darmwand in das Blutgefäßsystem und werden so in die verschiedenen inneren Organe, zum Beispiel die Leber oder die Nieren, transportiert. Hier umgeben sie sich mit einer Hülle und wachsen allmählich heran. Aus diesen Zysten werden wieder Tochterplasmodien frei, aus denen sich weitere Zysten entwickeln. Schließlich brechen die Sporen von Innen her durch kleine Hauptgeschwüre nach außen durch, werden frei und sorgen für die weitere Verbreitung.
Die äußeren Symptome erkrankter Fische sind Gleichgewichtsstörungen (Taumeln), Appetitlosigkeit, Abmagern und plötzlicher Tod. Gelegentlich findet man auch kleine Geschwulstbildungen auf der Haut. Die inneren Organe weisen kleine runde Zysten auf. Stark befallene Organe fühlen sich vielfach hart und sandig an. Eine gesicherte Diagnose ist meist nur vom Fachmann aufgrund histologischer Untersuchungen möglich. Die Krankheit ist sehr ansteckend. Die Infektion erfolgt durch Sporen und Pilzfäden über den Kot, eventuell auch über infizierte Kleinkrebse und bei Teichfischen auch durch Verfütterung kranker Meeresfische. Eine medikamentöse Behandlung ist nicht möglich. Stark befallene Bestände sollten deshalb unbedingt vernichtet und die Teiche im Anschluss daran sorgfältig desinfiziert werden.

## Systematik

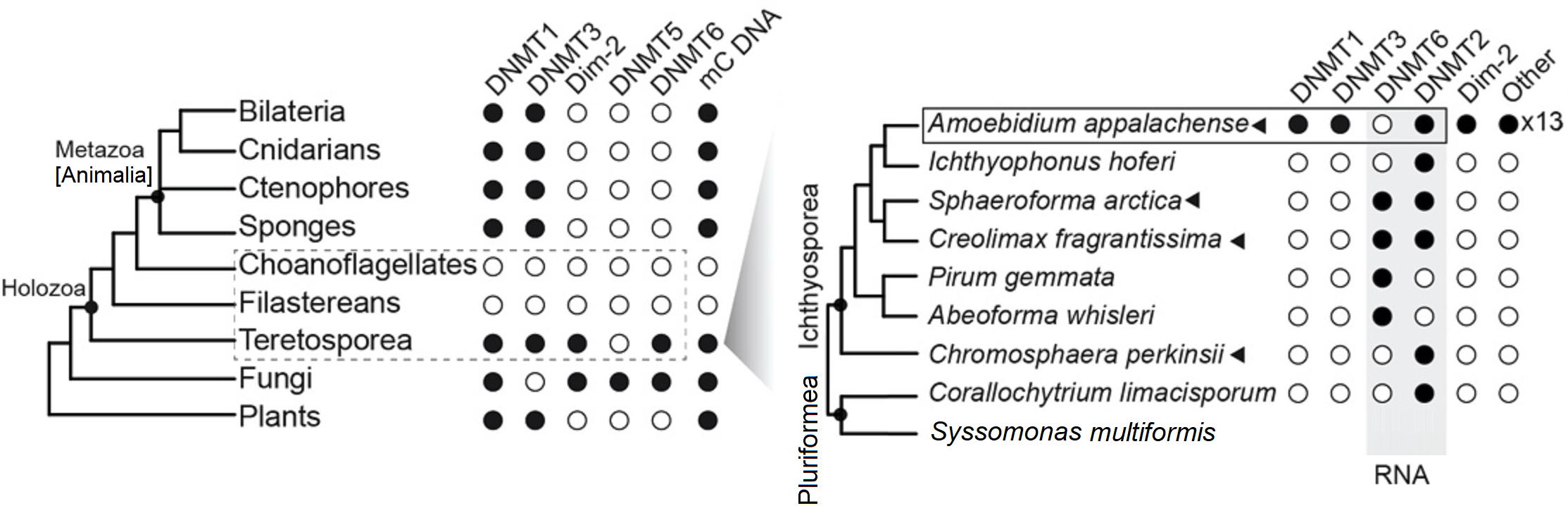
Verteilung der DNA-Methyltransferasen (DNMTs) in Eukaryonten und insbesondere in Teretosporea (=Ichthyosporea+Pluriformea (syn. Corallochytrea: Corallochytrium+Syssomonas)). Schwarze Punkte zeigen vorhandene und weiße Punkte fehlende DNMTs an.

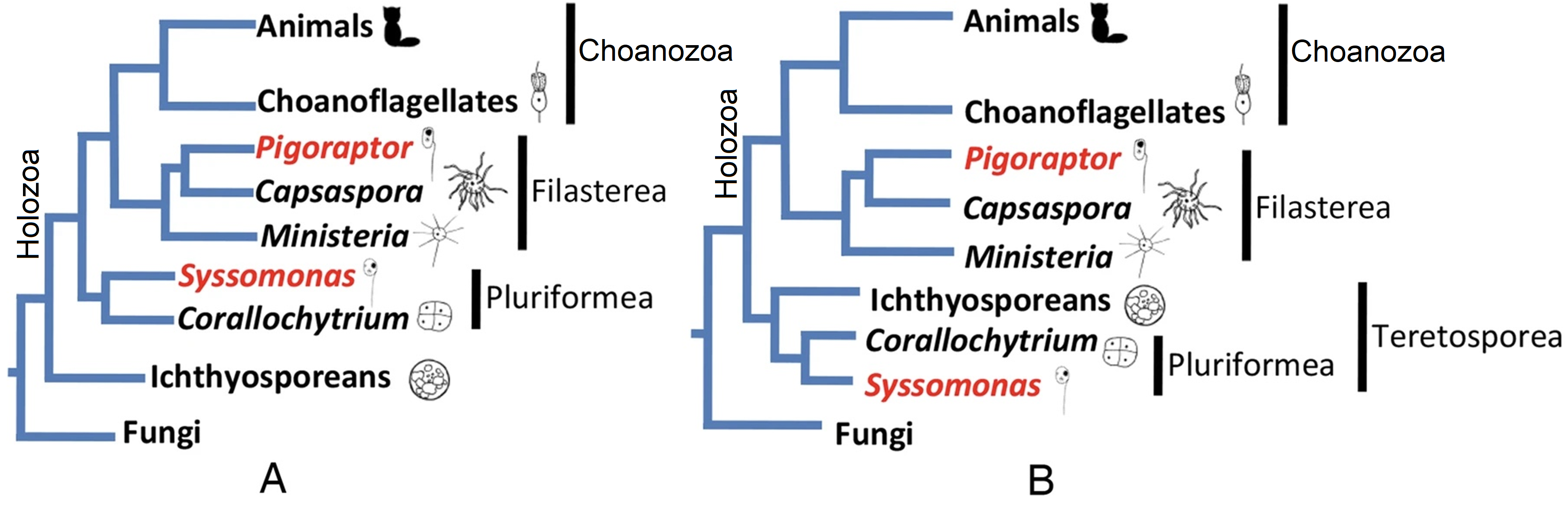
Schematische Darstellung der möglichen phylogenetischen Position der Ichthyosporea nach zwei Vorschlägen:
A: Pluriformea als Schwesterklade zu einer die Tiere, Choanoflagellaten und Filasterea (einschließlich Pigoraptor) umfassenden Klade (nach Hehenberger et al.),
B: Pluriformea als Schwesterstamm zu Ichthyosporea innerhalb von Teretosporea (nach López-Escardó et al.).
Hervorgehoben sind die neuen Gattungen Syssomonas und Pigoraptor.

Die Gruppe wurde 1998 durch Thomas Cavalier-Smith erstbeschrieben, ein häufiges Synonym ist Mesomycetozoea. Der Name Ichthyosporea bezieht sich auf die häufigen Fischparasiten in dieser Gruppe (griechisch Ichthyo, Fisch). Die Gruppe enthält zahlreiche monotypische Gattungen, derzeit werden folgende Taxa in die Gruppe gestellt:
- Rhinosporidaceae
  - Amphibiocystidium
  - Amphibiothecum
  - Dermocystidium
  - Rhinosporidium
  - Sphaerothecum
  - Chromosphaera (neu, zu Dermocystida)
- Ichthyophonae
  - Abeoforma
  - Amoebidium[8]
  - Anurofeca
  - Astreptonema
  - Caullerya
  - Creolimax
  - Eccrinidus
  - Enterobryus
  - Enteropogon
  - Ichthyophonus
  - Palavascia
  - Pseudoperkinsus
  - Pirum – nach Sarre et al. (2024) Schwestergattung von Abeoforma[8]
  - Psorospermium
  - Sphaeroforma mit Sphaeroforma arctica